# 四龍 (架空の団体)
四龍（スーロン）とは、あろひろしの漫画作品『シェリフ』および『ハンター・キャッツ』に登場する架空の犯罪組織。

## 概要
千数百年の歴史を持つ、アジアを中心とした世界的規模で活動する犯罪結社。担当する部門ごとに「紅龍」「白龍」「黒龍」「青龍」の4つの組織に分かれている。『シェリフ』および『ハンター・キャッツ』において、主人公達の最大の敵として立ち塞がってくる。
単なる利益追求ではなく独特の「美学」に基づいて犯罪行為を行う集団で、組織として命令ならともかく、個人の問題なら主義に反することは行わないなど筋を通すこともある。意外にも作戦の失敗には寛容であり、警察組織等にメンバーが捕縛された場合は、現場指揮官が救出に赴く事も行われているが、裏切りや組織からの脱退には死の制裁が待ち受けている。また、敵対者や面子を潰した相手は徹底的に殲滅しようとする苛烈さも併せ持っている。

## 組織
特に記述の無い場合は『ハンター・キャッツ』に登場する。

### 幹部
マダム=ベラドンナ
『シェリフ』終盤に登場。四龍のトップ。超然とした立ち振る舞いをする妖艶な美女。
自称「今は亡き長老たちが作り上げた最高の暗殺道具」。毒に満ちた環境で育てられ、全身が毒性を持つに至っている。「命が手折られる瞬間」に「美」を感じている。
長老たち
かつて四龍を支配していた長老たち。『シェリフ』の回想シーンで4人の老人の姿が描写されている。自らの持てる技術を結集し、マダム=ベラドンナを育て上げたが、逆にそのマダムの手にかかり組織を乗っ取られたとされている。

### 紅龍（ホアンロン）
テロや暗殺など、武力行使による犯罪を担当する組織。
李（り）
晃の師匠にして育ての親。晃からは「お師さま」と慕われている。
紅龍最高の殺し屋と呼ばれていた武術家。また毒草・薬草に関する膨大な知識を持つ。引退後は中国某所の青龍の隠し修練場で老師を務める。針人形の素材として連れてこられた晃に武術の才を見出し、正式な弟子として自らの武術・知識の全てを伝えた。晃を生かすために四龍を脱走するが捕捉され、晃の目の前で惨殺されてしまう。
冥界門の王（めいかいもんのワン）
盲目の暗殺者。多数の暗器使いを育成し、また四龍からの脱走者を追跡・処刑する役目を負う。晃にとっては師匠の仇であり、全身に無数の傷をつけた張本人でもある。
常にニヤついた笑みを浮かべているが、鋭利な鋼線を使った戦闘術は非常に強力。また盲目である代わりに嗅覚に優れ、特に血の臭いの源泉を探知する事に長けている。
後に「闇葬儀社」の社長を名乗り、背広を身に着けサングラスをかけ招き猫を手にした姿で、ハンター・キャッツの前に現れる。
針人形（ニードル・ドール）
「ニー・ドール」と略されることもある。紅龍が使う、使い捨ての子供の暗殺者たち。それぞれ異なる一撃必殺の暗殺術を仕込まれており、子供であることを利用して対象に近づき命を奪うのだが、暗殺手段以外の技術・知識は与えられていないので、目標を仕留めたとしても現場を離脱することはできず刺客として処分される。晃も本来はこの一員として幼い命を散らすはずだったが、一度は李の忖度によって免れ、二度目の呼び出しを受けたことが脱走の理由。

### 白龍（パイロン）
武器・麻薬・臓器売買等の非合法商品を扱う闇商人。なお、以下の師弟は自らの所属組織を「白竜」と称している。
電脳の竜（でんのうのりゅう / サイバー・ドラゴン）
白龍のサイバー・テロリスト。日本の各種証券取引所を乗っ取り、日本を世界経済から孤立させたクラッカー。筋肉質のたくましい肉体を持ち、両手の人差し指による高速連打でタイピングを行う。屈強そうな見た目に反して自身の戦闘力は低い。一旦はキャッツに敗れ収監されるも、電脳道士の手引きで脱獄し、師弟コンビで逆襲に臨んだ。
電脳道士（でんのうどうし）
竜の師。道士のような服装をした老人で、竹簡型キーボードを使用し、陰陽説による理論をもってプログラム構築を行う。電脳式神「キョンシー」を用いて世界中のコンピュータを稼動させたままでシステムダウンさせた。
キョンシー
電脳道士が生み出したコンピュータウィルス。感染したコンピュータは一見すると問題なく動くが、入力した内容を出力しようとすると無効になるなど、コンピュータのゾンビとなる。高圧縮したプログラムをアバターに纏わせることで電脳空間内では敵の攻撃（アクセス）を無効化する鎧ともなる。

### 黒龍（ヘイロン）
窃盗、強盗、詐欺など金品目的の犯罪を担当する組織。
眠傀（ミンク）
『シェリフ』「眠傀編」で初登場。国際的な宝石・貴金属専門の青年怪盗。趣味と実益を兼ねて怪盗稼業に身を置いているが、愉快犯的行動が多い。変装、特に女装と催眠術を得意とし、体術も晃と互角の勝負を繰り広げるほど。県警の保安官をあっさり出し抜く事で多少やりがいを失っていたが、進之介に逆に出し抜かれたことで彼をライバルと認める。実は青龍の出身（窃盗強盗科怪盗コース第一期首席卒業生）で、作中の時間軸では黒龍の独立犯罪人であったことが後に判明。『ハンター・キャッツ』によると主要な活動地域を北米に移していたそうだが、怪盗集団「蒼き龍」の副教官として登場する。輝は彼の変装術を目の当たりにして以降、ファンになっている。
チェシャ・キャット
『ハンター・キャッツ』にて登場。ECで高額の懸賞金をかけられた、美術品専門の女怪盗。猫を象ったマスクで顔を隠しているが、素顔は垂れ目美人。目をつけた画家の作品を根こそぎ盗み集め、気に入らない部分を加筆修正したうえでブラックマーケットにまとめて流すことを繰り返している。加筆された絵は元の絵よりも美術的に完成度が高くなったと評価されることも多い。金にあかせて蒐集する割に警備体制の甘い日本に目を付け来日し、四人目のターゲットとして「肉体派」巨匠・E（エミール）・ダーテンの作品を狙った。
連載初期におけるハンター・キャッツのライバルで、彼女たちに黒星をつけたほぼ唯一の存在。だが、その後でキャッツのリベンジに遭い、彼女自身もキャッツによって唯一の黒星をつけられた。単行本で「日本では某水族館の円形水槽の内部を勝手に改装してアジトにしている」「猫マスクだがネコではなくタチらしい」などの設定が語られている。
実は眠傀と同じく黒龍の独立犯罪人だったことが後に判明。脱走後、怪盗集団「蒼き龍」の教官として再びキャッツの前に姿を現す。

### 青龍（ティンロン）
組織の後継者の育成などを担当し、各組織の候補生が所属する。候補生とはいえ、登場したメンバーはいずれも最終試験を兼ねた実地訓練を行う段階まで育成されており、「紅龍」以外の候補生も並みの賞金稼ぎでは相手にならないほど高い戦闘力を有する。卒業課題の成績如何で眠傀やチェシャ・キャットのように「暗号名（コードネーム）」が与えられ、独立犯罪人に認定される。
キツネ面の男たち（仮称）
『シェリフ』最終話「享悪の宴」編にて登場。暗殺科体術コースの生徒たちで、服装はばらばらだが一様にキツネの面をかぶっている。青龍の「卒業課題」に認定された進之介の命を奪うため、町内夏祭りにまぎれてアイスピックや小型ヨーヨーやセラミックス製ブーメランを使った暗殺を目論んだ。
他にも外見は不明だが、テロリストの卵たちが保安官事務所を手榴弾やマシンガンで襲撃したり、狙撃手（スナイパー）コースの生徒が倉庫街で小銃（対物ライフルや象撃ち銃を含む）での狙撃を試みるなどした。
詐欺窃盗強盗科の生徒たちも行動していたようだが、進之介自身が盗みの対象となるべき金品をほとんど持っていなかったため、「課題」そのものが立ち消えになった。
蒼き龍（ペイル・ドラゴン）
『ハンター・キャッツ』「蒼き龍」編に登場した怪盗集団。青龍の卒業を目前に控えた黒龍の候補生たちで眠傀とチェシャ・キャットが教官を務めた。「蒼き龍」は卒業課題のコード・ネームでもある。自らを「大盗芸団（だいとうげいだん）」と名乗り、サーカスを模した体術を使い、様々な美術館や個人宅から盗みを働いた。
四龍メンバーとしては珍しく日常の様子が描かれている。向上心をもって日々の訓練に汗を流し、ペナルティで続いた食事当番にも楽しみを見出すなど、犯罪者である事を除けば「ごく普通の若者たち」であることを窺わせている。
青21番
「蒼き龍」のメンバー。仕事明けの食事当番としてアジトに残り、捕虜となった明の監視役だったが、目を離した隙に明に用意してあった食事と備蓄食料を喰い尽くされてしまう。ペナルテイとして食事当番の続行を言い渡されるが、実質的にそれまでの倍の仕事をすることとなる。拷問と評されることもある明の食べっぷりを気に入り、それで料理の腕も上がるなど、けっこう大物。

闇葬儀社（やみそうぎしゃ）
冥界門の王が教官を務める紅龍・暗殺部門の候補生たち。殺人に限らず犯罪で生じた遺体（または半死人）を犯人から買い取り、臓器移植用に再利用可能な臓器・部位を抜き取って闇ルートに流した後、まとめて遺棄していた。また、存在を嗅ぎ付けたハンター達を次々と始末していくなど、圧倒的なまでの戦闘力を見せ付ける。
泣き女
闇葬儀社に所属する暗殺者候補生たる暗器使いの4人の女性たち。喪服を身に纏い、顔をベールで隠している。4人それぞれが呑針（含み針）、猛虎爪（爪のような刃物がついた手袋）、龍息火（胃に燃料袋を仕込み、口から火炎を吐き出す）、爆弾ボーラ（手のひらほどの大きさの円盤が2個一組で紐でつないであり、円盤同士が接触すると爆発する。ヌンチャクのように振り回すことで近接戦闘にも対応できる）の使い手。戦闘後は全員で「泣き」のパフォーマンスを行うが、戦闘中は殺戮に喜悦する狂気の笑みを浮かべている。
紅の寡婦（クリムゾン・ウィドウ）
漆黒の着物（喪服）姿をした、柔らかな笑みを浮かべた女性。帯に液体ヘリウムのボンベとポンプを仕込み、これを扇子に仕込んだパイプから水芸のように発射することで攻撃する。また日本舞踊を思わせる体術も操る。ヒヨッ子の泣き女たちよりも数段上の実力を持つ、冥界門の王の秘蔵っ子。